# اولد تاپان (نیوجرسی)
اولد تاپان (به انگلیسی: Old Tappan) شهری در ایالت نیوجرسی کشور ایالات متحده آمریکا است که جمعیت آن در سرشماری سال ۲۰۱۰ میلادی، ۵٬۷۵۰ نفر بوده‌است.